# Lega saudita professionistica 2022-2023
La Lega saudita professionistica 2022-2023 è stata la 48ª edizione del massimo livello del campionato saudita di calcio, nota come Roshn Saudi League 2022-2023 per ragioni di sponsorizzazione. Il campionato è iniziato il 25 agosto 2022 ed è terminato il 31 maggio 2023.

## Stagione

### Novità
Al termine della stagione precedente sono retrocesse in Prima Divisione Al-Faisaly, Al-Ahli e Al-Hazem.
Dalla Prima Divisione sono salite Al-Adalah, Al-Khaleej e Al-Wahda.

### Formato
Le sedici squadre si affrontano due volte, per un totale di trenta giornate. La squadra prima classificata è dichiarata campione d'Arabia Saudita ed è ammessa alla fase a gironi della AFC Champions League 2023-2024.
Le ultime due classificate, retrocedono in Prima Divisione.
Se la vincitrice della AFC Champions League 2022 non sarà una squadra saudita, la prima classificata potrà anche prendere parte alla Coppa del mondo per club FIFA 2023.

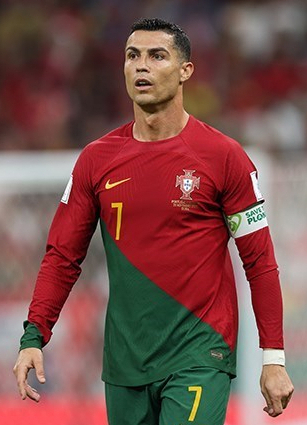
Cristiano Ronaldo, acquistato dall' al termine del campionato mondiale 2022, dopo aver lasciato a dicembre il.

## Squadre partecipanti
| Club       | Stagione | Città                 | Stadio                                                         | Stagione precedente                  |
| ---------- | -------- | --------------------- | -------------------------------------------------------------- | ------------------------------------ |
| Abha       |          | Abha                  | Stadio Principe Sultan bin Abdul Aziz                          | 9° in Lega saudita professionistica  |
| Al-Adalah  |          | Al-Hasa (Al-Hulaylah) | Stadio Principe Abdullah bin Jalawi                            | 2° in Prima Divisione, promosso      |
| Al-Batin   |          | Hafar al-Batin        | Stadio Al-Batin Club                                           | 13° in Lega saudita professionistica |
| Al-Ettifaq |          | Dammam                | Stadio Principe Mohamed bin Fahd                               | 11° in Lega saudita professionistica |
| Al-Fateh   |          | Al-Hasa (Hofuf)       | Stadio Principe Abdullah bin Jalawi                            | 8° in Lega saudita professionistica  |
| Al-Fayha   |          | Al-Majma'ah           | Stadio Città dello sport di Al-Majma'ah                        | 10° in Lega saudita professionistica |
| Al-Hilal   |          | Riad                  | Stadio internazionale Re Fahd Stadio Principe Faysal bin Fahd  | Campione dell'Arabia Saudita         |
| Al-Ittihad |          | Gedda                 | Stadio Città dello sport Re Abd Allah                          | 2° in Lega saudita professionistica  |
| Al-Khaleej |          | Saihat                | Stadio Principe Mohamed bin Fahd (Dammam)                      | 1° in Prima Divisione, promosso      |
| Al-Nassr   |          | Riad                  | Al-Awwal Park                                                  | 3° in Lega saudita professionistica  |
| Al-Ra'ed   |          | Burayda               | Stadio Città dello sport Re Abd Allah                          | 7° in Lega saudita professionistica  |
| Al-Shabab  |          | Riad                  | Stadio Principe Faysal bin Fahd                                | 4° in Lega saudita professionistica  |
| Al-Taawoun |          | Burayda               | Stadio Città dello sport Re Abd Allah Stadio Al-Taawoun Club   | 12° in Lega saudita professionistica |
| Al-Tai     |          | Ha'il                 | Stadio Principe Abdul Aziz bin Musa'ed                         | 6° in Lega saudita professionistica  |
| Al-Wehda   |          | La Mecca              | Stadio Re Abdul Aziz                                           | 3° in Prima Divisione, promosso      |
| Damac      |          | Khamis Mushait        | Stadio Principe Sultan bin Abdul Aziz (Abha) Stadio Damac Club | 5° in Lega saudita professionistica  |

## Classifica
|                           | Pos. | Squadra    | Pt | G  | V  | N | P  | GF | GS | DR  |
| ------------------------- | ---- | ---------- | -- | -- | -- | - | -- | -- | -- | --- |
| Arabia Saudita (bandiera) | 1.   | Al-Ittihad | 72 | 30 | 22 | 6 | 2  | 60 | 13 | +47 |
|                           | 2.   | Al-Nassr   | 67 | 30 | 20 | 7 | 3  | 63 | 18 | +45 |
| [ 1 ]                     | 3.   | Al-Hilal   | 59 | 30 | 17 | 8 | 5  | 54 | 29 | +25 |
|                           | 4.   | Al-Shabab  | 56 | 30 | 17 | 5 | 8  | 57 | 33 | +24 |
|                           | 5.   | Al-Taawoun | 55 | 30 | 16 | 7 | 7  | 46 | 34 | +12 |
|                           | 6.   | Al-Fateh   | 43 | 30 | 13 | 4 | 13 | 48 | 43 | +5  |
|                           | 7.   | Al-Ettifaq | 37 | 30 | 10 | 7 | 13 | 28 | 36 | -8  |
|                           | 8.   | Damac      | 36 | 30 | 9  | 9 | 12 | 33 | 43 | -10 |
|                           | 9.   | Al-Tai     | 34 | 30 | 10 | 4 | 16 | 41 | 49 | -8  |
|                           | 10.  | Al-Ra'ed   | 34 | 30 | 9  | 7 | 14 | 41 | 49 | -8  |
| [ 2 ]                     | 11.  | Al-Fayha   | 33 | 30 | 8  | 9 | 13 | 31 | 43 | -12 |
|                           | 12.  | Abha       | 33 | 30 | 10 | 3 | 17 | 33 | 52 | -19 |
|                           | 13.  | Al-Wahda   | 32 | 30 | 8  | 8 | 14 | 26 | 43 | -17 |
|                           | 14.  | Al-Khaleej | 31 | 30 | 9  | 4 | 17 | 30 | 44 | -14 |
|                           | 15.  | Al-Adalah  | 28 | 30 | 7  | 7 | 16 | 30 | 56 | -26 |
|                           | 16.  | Al-Batin   | 20 | 30 | 5  | 5 | 20 | 27 | 63 | -36 |

Legenda:
      Campione d'Arabia Saudita e ammessa alla AFC Champions League 2023-2024 e alla Coppa del mondo per club FIFA 2023.
      Ammessa alle qualificazioni della AFC Champions League 2023-2024
      Retrocessa in Saudi First Division 2023-2024
Note:
Tre punti a vittoria, uno a pareggio, zero a sconfitta.

## Statistiche

### Individuali

#### Classifica marcatori
| Gol |  |  | Giocatore            | Squadra    |
| --- |  |  | -------------------- | ---------- |
| 21  |  |  | Abderrazak Hamdallah | Al-Ittihad |
| 20  |  |  | Talisca              | Al-Nassr   |
| 19  |  |  | Odion Ighalo         | Al-Hilal   |
| 17  |  |  | Firas Al-Buraikan    | Al-Fateh   |
| 14  |  |  | Cristiano Ronaldo    | Al-Nassr   |